# كريم أشهبار
كريم أشهبار (3 يناير 1996 غانغان فرنسا - ) هو لاعب كرة قدم مغربي، يلعب كمهاجم.

## مسيرته

### مسيرته مع المنتخبات الوطنية
- 2013 - 2013 لعب مع منتخب المغرب تحت 17 سنة لكرة القدم 4 مباريات سجل خلالها 3 أهداف.

## روابط خارجية
- كريم أشهبار على موقع قاعدة بيانات كرة القدم.إي يو (الإنجليزية)
- كريم أشهبار على موقع Soccerway.com (الإنجليزية)
- كريم أشهبار على موقع AS.com (الإسبانية)